# Thank Your Lucky Stars
Albums de Beach House
Depression Cherry
(2015) 7
(2018)
Thank Your Lucky Stars est le sixième album studio du groupe de dream-pop, Beach House. Il est sorti le 16 octobre 2015 sous le label Sub Pop et Bella Union. Co-produit par le groupe et Chris Coady, cet album a été réalisé moins de deux mois après leur cinquième album : Depression Cherry.